# Koolarrow Records
Koolarrow Records es una discográfica estadounidense independiente con sede en San Francisco (EE. UU.) y creada por Billy Gould, bajista del grupo Faith No More.

## Grupos
- Alexander Hacke
- Brujería
- La Plebe
- Don Cikuta
- Dureforsog
- Flattbush
- Hog Molly
- Kultur Shock
- Naive
- Not From There
- Como Asesinar a Felipes
- Unjust
- 7 Notas 7 Colores
- Announce Predictions
- Aztlan Underground
- Banana Hammock
- Calavera
- Chicle Atómico
- Control Machete
- Fractura
- Flor De Lingo
- Lil Rudy G.
- Peyote Asesino
- Puya
- Resorte